# Jean-Nicolas Stofflet
Jean-Nicolas Stofflet (Bathelémont, 1751. február 3. - Angers, 1796. február 25.) francia királypárti katonatiszt a nagy francia forradalom idején, a vendée-i háború idején pedig a felkelők egyik tábornoka. Henri de la Rochejaquelein 1794-es meggyilkolása után két évig volt a Katolikus és Királyi Hadsereg főparancsnoka.

## Élete

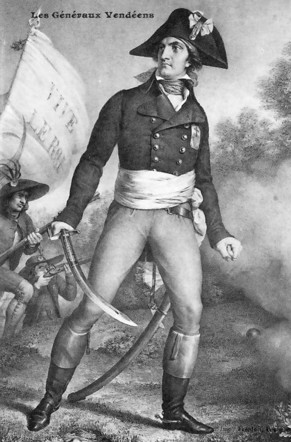
Jean-Nicolas Stofflet.

Jean-Nicolas Stofflet egy molnár fiaként született. Fiatalon jelentkezett a Svájci Gárdába, ahol közlegényként szolgált. A vendée-i felkelés kitörése után csatlakozott a királypárti és katolikus felkelőkhöz. A háború során előbb Louis d'Elbée parancsnoksága alatt szolgált, majd tábornokká nevezték ki, és Henri de la Rochejaquelein 1794. január 28-i meggyilkolása után ő lett a felkelők parancsnoka.
A felkelő csapatok élén Stofflet a gerilla-taktika alkalmazásával kísérelt meg szembeszállni a republikánus haderővel, de rövidesen konfliktusba került François de Charette lázadóvezérrel, mely a lázadósereg erőinek megosztottságát idézte elő. Stofflet végül 1795. május 2-án kénytelen volt letenni a fegyvert és békét kötni a Nemzeti Konvent képviselőivel.
1795 decemberében azonban ismét kiújult a konfliktus, melynek célja ezúttal a Bourbon-ház hatalomra segítése volt, Stofflet pedig újra a lázadók élére állt. Provence grófja (a későbbi XVIII. Lajos francia király) marsalli ranggal is felruházta, alig egy hónap múlva azonban republikánus fogságba esett. Angers-ben egy katonai bíróság halálra ítélte, majd sortűzzel kivégezték.